# Харитонова Раїса Петрівна
Талалáй Раї́са Петрі́вна (нар. 9 жовтня 1951 року, Горлівка) — українська поетеса і прозаїк. Член Національної спілки письменників України. Лауреат премій імені В.Сосюри, В.Мисика, П.Тичини, М.Петренка, М. Томенка, Володимира Затуливітра та «Благовіст», Поетичні публікації підписує ім'ям Раїса Харитонова, прозові тексти та спогади з'являються, переважно, під прізвищем Талалай. 

## Біографія
Раїса Петрівна Талалай народилась 9 жовтня 1951 року в Горлівці. Закінчила Інститут профспілкового руху Академії праці і соціальних відносин (спеціальність - економіст). Працювала в "Укркурортраді",  газеті Всеукраїнського товариства Просвіта «Слово Просвіти», журналі "Сучасність" . Член НСПУ. Автор кількох книг прози та поезії, численних публікацій в провідних українських журналах: «Сучасність», «Дзвін», "Київ",  "Золота пектораль", «Березіль», «Вітчизна», «Кур'єр Кривбасу». Опублікувала спогади про Миколу Вінграновського, Олега Орача та Леоніда Талалая. Мешкає у Києві. Перша дружина Леоніда Талалая. Має дочку Соломію.

## З анотації видавництва Факт
|  | Відверто і пронизливо відкривається перед читачем складний внутрішній світ жінки і, безсумнівно, дуже талановитої особистості. ЇЇ вірші — органічна суміш страждань і кохання, етичних та естетичних цінностей, де усе промовлено просто і ясно. |

## Книжки
- Триколірна дуся. Оповідання. — Київ: Щек і Хорив, 2005.
- Чорна перлина. Поезії. — Київ, видавництво Факт, 2008.
- Ще все можливо. Поезії. — Київ: Щек, 2011. — 208 c. — ISBN 978-966-2031-07-2
- Я вийшла заміж за поета. Оповідання, повість-спогад, епістолярій. Київ: Фенікс, 2014—351 с.
- Життя без жодної підказки. Поезія. Київ: Фенікс, 2015—127 с.
- Рівновелика любові. Поезія. Київ: Щек, 2019 - 132 с.
- Перетинаючи межу. Поезія. Київ. Щек, 2021 - 119 с.
- Невчасне щастя. Оповідання та новели. Київ. Щек, 2022 - 136 с.

### Журнальні публікації
- З першого погляду і назавжди: спогади про Миколу Вінграновського / Раїса Талалай // Березіль. — 2005. — № 3-4. — С. 138—149
- Оповідання / Раїса Талалай // Березіль. — 2005. — № 11. — С. 97-112
- Лист до святого Миколая / Р. Талалай // Дзвін. — 2005. — № 12. — С. 85-91. — Зміст «Каштанка»; «Шанс»; «На риболовлі»
- Оповідки про Алісу / Р. Талалай // Сучасність. — 2006. — № 1. — С. 9-26
- Оповідання / Раїса Талалай // Березіль. — 2006. — № 11-12. — С. 18-35. — Зміст «Берізка»; «Собаче життя»; «Степанида»; «Жоржик»
- Я вийшла заміж за поета / Р. Талалай. // Березіль 2007г. N 3/4 — С.87-113
- По той бік любові / Р. Харитонова // Вітчизна. — 2007. — № 11-12. — С. 11-16
- Два оповідання / Раїса Талалай // Березіль. — 2008. — № 1-2. — С. 113—129. — Зміст «Перехід з одностороннім рухом»
- Із того вітру, що ти в квітні сіяв: вірші / Раїса Харитонова // Березіль. — 2008. — № 5-6. — С. 137—142
- Відпущена на волю: поезія / Р. Харитонова // Кур'єр Кривбасу. — 2008. — № 226—227. — C. 88-95. — Зміст: Соломії; В метро; Раїса; Вальс.
- Поезія / Раїса Харитонова // Березіль. — 2009. — № 7-8. — С. 64-67. — Зміст: Старість ; Ново-Горлівка ; Музика Бетховена ; Грудень ; Бомж ; Сучаснику.
- Друг мого друга: Пам'яті Олега Орача / Раїса Харитонова // Березіль. — 2010. — № 9-10. — С. 80-93
- З безодні часу: поезії / Раїса Харитонова // Дзвін. — 2011. — № 5/6. — С. 15-19 : фото. — Зміст Юність ; Червень ; Липень ; Гроза над лаврою; «Так мак по осені на вітрі шерхотить,…»; «Ілюзія молодості — ти безсмертний:…»; «Могили рідні мовчазні.»; «Нічого надійного,…» ; Дримба; «Самотність захопила світ.»; "У сталеву колію «Київ — Свобода»  ; Березень; «Мені б уміння ящірки малої…»; «Ти любиш мене у зморшках. - С. ?!»; «Ми різні…»; «Амністія для юдолі…»; «Веселе шоу. Гра. Вистава. Жарт.»; «Навіщо тобі сумувать,…»; «В безодні часу — як в безодні Я…»
- І вже ніколи. Оповідання. /Раїса Харитонова //Березіль. - 2012. - № 5-6 - С. 88 - 95
- Два оповідання./ Раїса Харитонова // Березіль. - 2013. - № 3-4. - С. 36 - 49. - Зміст: "Жертовна чаша":  "Душа знає все".
- Нас кожного вполює час: вірші/ Раїса Харитонова //Золота пектораль — 2013 — № 3 (24) — С. 75-76. Зміст: Київська весна. Коли вилузується з бруньки квітень. Минулися дощі застудні. На базарі. Спогад. Спокуса. Він голиться ретельно, мов до свята. Тиждень. Ще вчора дім, привітний, наче вулик. Весна нарешті — алілуя! Ліси і глинища.
- Коли життя іще на виріст: вірші/Раїса Харитонова //Дзвін — 2015 — № 6 — С. 77-81 с. Зміст: Весна. У 18 років. Засвідчити в житті свою присутність. Орфей. Вусатий козак і жінка. Ревнощі. Алушта. Грудень. Я ж тобі — сонцем крізь стелю. Дві-три панамки польського гриба. Зима із голосом гобоя. Ти кохав. Не йди. Нас кожного вполює ас. Емігрувати б в молоді літа. Пейзаж-2013. Евтерпа все шукає мецената. День проявляє негативи. Зінтернетились наші діти. Прищеплені ло мови матюки. Тиждень. Пейзаж-1946. Триває хребтоломний час. Скульптури Леніна. «тарілками» ловили брехню. Пейзаж-2014. Брехня московська. З кожним днем. Вглядаюсь серцем. Ліси і глинища, насотані дощами.
- Краматорськ-Київ. Дорожні рефлексії. / Харитонова Раїса // Березіль. - 2019. - №4. - С. 2 - 6
- Птаство моє, птаство. Оповідання/ Харитонова Раїса // Березіль. - 2020. -  № 3. С. 142 - 151
- Минає ніч приходить день: вірші / Харитонова Раїса // Березіль - 2021. - № 1. - С. 111 - 116. Зміст: Возлягання врожайних снігів. Віта. Притока. Одеса.  Заздрість. Є сходинки легкі і сходинки важкі. Грубезна книжка спить на грудях. Тісно душі у старому тілі. Золоте весілля. Надходить час прощань і прощень. Життя твоє втрачає пильність.
- Вітчим. Фрагмент із щоденника / Харитонова Раїса // Березіль. - 2021. - № 2. С. 113 - 130.
- З мого архіву, вже не домашнього. Листування з Петром  Сорокою. / Талалай Раїса // Березіль. - 2021. - № 3. С. 159 - 191.
- Три оповідання: Невчасне щастя. Чужий светр. Божевільний світ / Харитонова Раїса // Березіль. - 2022. - № 1. - С. 115 - 128.
- Усе як завжди: вірші / Харитонова Раїса // Київ. - 2022. - № 1. Зміст: Пустощі. Солов'їне гніздо заховалося в терені. Весільна  сукня. Каховське море. Усе як завжди. Гроші не винні. Правда і кривда. П'яненькі музиканти розійшлись. Найменше днів у лютому.
- Час не старить душі: вірші / Харитонова Раїса // Березіль. - 2024. - № 2. С. 36 - 39. Зміст: Хоч скільки звертайся до Бога. Ми зростаємося в коханні. Три діди. Глибока ніч являє тобі космос. Десять років війна. Пейзаж 2023. Чорнобаївка. Любила каву пити, на гущі ворожити. Чубарики-чубчики наші гожі.
- Мене давно ніхто не обнімав: вірші / Харитонова Раїса// Дзвін. - 2024. - №7-8. С. 160 - 162. Зміст: Абрикоси в саду, як фламінго. Землетрус то в Турції, то в Андах. Вдих-видих-вдих. Зненашений Донбас. Керченський міст. Проводи ластівок. Мене давно ніхто не обнімав. Війна. Ключниця. Заповіт.
- Спростування неправди про Леоніда Талалая: публіцистика / Харитонова Раїса // Березіль. - 2024. № 3. С. 138 - 154.

## Критика
- Високі числа скошених днів: критика / Талалай Раїса // Березіль. - 2025. № 2 С. 184 - 188. / Дні скошено, ночі - терпкі. Коротка проза /Світлана Заготова - Київ: Ліра-К, 2025 - 208 с.
- Раїса Талалай. Передмова: Шлях прокладається в мені / "На всю глибину иншости" / Микола Біденко // Верлібри. Київ: Щек, 2018 - С. 4 - 16